# 千葉県立小金高等学校
千葉県立小金高等学校（ちばけんりつ こがねこうとうがっこう）は、千葉県松戸市新松戸北に所在する公立高等学校。通称は「小金」（こがね）。

## 設置学科
- 総合学科
  - 人文社会系列
  - 文理学際系列
  - 数理科学系列
  - 医薬医療系列
- 普通科（平成27年度入学生まで。募集終了）

平成28年度より、新たに進学を重視した総合学科が設置され、普通科の募集は停止された。普通科生の総合学科改編は実施されないため、総合学科への全学年移行完了は平成30年度の予定である。また、平成28年度より、在学中の普通科生を含め2学期制、7時限日程に変更した。

## 概要
1965年に新設校として開校。「自主自律」をモットーとし、生徒の自主性を重んじる自由な校風であり、生徒会・部活動・学校行事などが盛んである。
生徒会活動は生徒主体で取り組まれており、過去には学校行事などについて教職員と生徒が対等に意見交換を行う「調整協議会」、生徒・保護者・教職員が一堂に会して学校運営について話し合う「三者会議」と言った特徴的な仕組みが存在した。
東葛地域、特に本校の位置する新松戸区域において高校受験生が急増した。
1993年度より千葉県立高校としては東葛飾高校に続き、2番目の私服校となった。だが、2009年5月23日の『読売新聞』記事によると、教頭曰く『定員割れを心配するレベル（2004年）』にまで志願者が減少した。このため学校側が、中学校・学習塾・保護者などへのヒアリングを行った結果、近年の受験生には私服校を敬遠する傾向があると判断。2011年度入学生より制服の再導入を決定した。制服は男子が詰襟学生服、女子がブレザーである。

## 沿革
- 1964年12月8日 - 設置認可。
- 1965年3月5日 - 千葉県立小金高等学校として設置（6学級編成300名）。校章制定。
- 1965年4月12日 - 第1回入学式を松戸市立小金小学校講堂において挙行。松戸市横須賀250番地のパネル校舎を仮校舎として授業開始。
- 1966年4月1日 - 8学級編成400名となる。
- 1966年3月26日 - 管理棟・普通教室棟竣工、独立校舎へ移転。
- 1967年9月20日 - 校歌・校旗制定。
- 1967年10月27日 - 特別教室棟竣工。
- 1968年3月12日 - 第1回卒業式を松戸市民会館に於いて挙行。
- 1968年11月22日 - 開校披露・校舎落成記念式典挙行。
- 1968年12月19日 - 体育館・格技場竣工。
- 1971年5月18日 - 校長公舎竣工。
- 1988年3月10日 - 屋内運動場附属施設（トレーニング室）竣工。
- 1993年4月1日 - 服装を自由化。
- 1994年6月25日 - 住居表示施行により、所在地を新松戸北二丁目14番1号に変更。
- 1994年11月25日 - コンピュータ44台導入。
- 1996年3月25日 - 中庭整備ビオトープ竣工。
- 2000年3月23日 - 普通教室棟大規模改修工事竣工。
- 2001年9月22日 - 特別教室棟大規模改修工事竣工。
- 2004年4月1日 - 創立40周年を迎える。
- 2005年4月1日 - 7学級編成280名となる。
- 2007年6月1日 - 全教室にクーラー設置。
- 2010年4月1日 - 再び8学級編成320名となる。
- 2011年4月1日 - 制服再導入。
- 2016年4月1日 - 総合学科設置。

## 校歌
- 昭和42年（1967年）制定。作詞：佐伯孝夫、作曲：吉田正
- 千葉県立小金高等学校校歌（公式サイト）

## 国旗・国歌・校歌問題
- かつて当校では、卒業式や入学式での国旗掲揚、国歌斉唱を巡って生徒、教員側と校長、一部の教員が対立した時代があった（主として1994年 - 1995年頃、2001年）。この頃の卒業式では式場内に国旗は掲揚されず、式典中に国歌は流されなかった。
- また校歌は3番の歌詞に愛国と捉えられる箇所がある為、2番までしか歌われてこなかった。

## ビオトープ
以前、中庭には木が一本植えられているだけであったが、1996年にビオトープが造営され生徒の憩いの場となっている。流山市立流山北小学校 のビオトープを基に作り、下総の谷津を再現したもので、井戸水をくみ上げ池を作り様々な木を回りに配置している。

## 交通
- 松戸新京成バス小金原線[14・14A] 小金中学校バス停下車 徒歩約4分（経路案内）
- 流鉄流山線 小金城趾駅下車 徒歩約7分（経路案内）
- つくばエクスプレス・武蔵野線 南流山駅下車 徒歩約15分（経路案内）
- 常磐緩行線・武蔵野線 新松戸駅下車 徒歩約17分（経路案内）

新松戸駅が最も多く利用されている。南流山、新松戸駅共に多少距離があるが、駅から当校までの自転車利用は認められていない。

## 学校行事
詳細は時代と共に変遷がある。以下は近年の状況である。

### 球技祭
- 長年7月中旬の開催であったが、2008年度よりゴールデンウィーク前後に行われるようになった（理由は後述）。サッカー、ソフトボール、バスケットボール、バレーボールの4種目、男女別で競い合う。
- 2006年度だけ、女子はソフトボールがあまり打てずにつまらないという意見からソフトボールからキックベースに変更されたが、2007年度ではアンケートの結果ソフトボールに戻ることになった。しかし、2008年度はドッジボールに変更。
- 2007年12月に、教員側より「球技祭をゴールデンウィーク中もしくは、その前後へ移動。そして日程を2日半（予備日を含め3日）から2日に減らす。」という提案が提起された。理由としては、危険防止（毎年7月の期末考査最終日に実施されていた為、寝不足や高温多湿の気候により毎年熱中症になる生徒がいた）と学校環境の保障があげられた。その後、生徒総会にて教員案が否決され、生徒側の「生徒側の負担は逆に大きくなるために全面否決」という対案にて、調整協議会が開かれた。しかし、健康面での課題をクリアすることは難しいとの理由で、日程の移動は避けられないとの結論になる。その際、教員側より「半日の削減は必要性を掲示すれば検討する。」との話があり、その後生徒側から「日程移動は賛成。2日半から2日への縮小は反対。半日の時間確保は、身体測定・スポーツテストの日の午後を確保する。」という対案で要望書が出され、調整協議会にて受け入れられ後の職員会議で可決された。
- よって2008年度より球技祭は5月のゴールデンウィーク前後に2日半という内容で実施されるようになった。また、ゴールデンウィーク前後の開催なので、年度開始から準備しては間に合わないため、球技祭有志というものが発足した。この有志はそのまま球技祭委員会に移行される。
- 2017年度より男子のハンドボールが廃止となり、男子のみ3競技となった。

### 合唱祭
6月上旬〜中旬に行われる。クラスごとに発表する歌に合わせた衣装を自前で作り、森のホール21で発表しあう。
全クラスに順位がつく（1位〜24位）衣装には2000円まで（平成28年度）という金額制限がある（年度ごとに異なる）。また、少しでも森のホール21に糸くずなどが落ちると、翌年度から使用できなくなるおそれがあるために、衣装には非常に細かいチェックがある。

### 文化祭
9月上旬に鎬祭（しのぎさい）が行われる。鎬祭文化の部。各クラスが演劇、食堂、娯楽を展示･発表し、部活動の展示もある。毎年たくさんの人でにぎわう。特に演劇は評価が高く、生徒と一般客による投票により、最優秀・優秀部門賞が決定する（年度毎に本部実施のアンケートによって変わる）。
近年1日目終了後、体育館にて中夜祭（後夜祭）が企画され、男子生徒が女装し、美しさを競い合うMr.ミスコンテストが行われている。2007年度から女子生徒が男装し、格好良さを競い合うMs.宝塚コンテストが行われている。
1974年以降、全国的に流行した自主制作映画の走りとして、生徒の完全製作映画が公開される。

### 体育祭
9月下旬に行われる。鎬祭体育の部とも。従来あまり盛り上がらない行事だったが、2004年度から応援団を作り、かなりの盛り上がりを見せるようになった。当日に「ぶっつけ本番」で行う（他の高校においても体育祭の練習を行うことは少ない）。

### 本部
球技祭・合唱祭・文化祭・体育祭には本部が設けられ、生徒の有志が本部スタッフとなり、本部を中心に運営される。

### その他
この他にも、生徒会執行部が中心となり新入生歓迎会というものが4月上旬にある。内容は部活・同好会の紹介というもので、参加する希望する部活・同好会を募り、ビデオやステージなどで発表する。
基本的に4大行事には執行部は関与せず、特別委員会である各行事の本部が中心となり行われる。

## 部活
文化部
- 演劇
- イラストレーション
- 軽音楽
- 生物
- 文芸
- 弦楽
- 美術
- 茶道
- 服飾
- 写真
- アコースティックミュージック
- 地学
- 合唱
- 吹奏楽
- 書道
- クイズ研究（略称はクイ研）

運動部
- 剣道
- 硬式テニス
- サッカー
- 水泳
- ソフトボール
- 卓球
- バスケットボール
- バドミントン
- バレーボール
- ハンドボール
- 野球
- ラグビー
- 陸上
- ワンダーフォーゲル

同好会
- 調理
- ダンス
- 科学クリエイティブ(略称は科クリ)
- 将棋

## 外局
- 放送局

毎年全国レベルで活動している。

## 著名な卒業生
- 伊坂幸太郎（ミステリー小説家） 2008年のゴールデンスランバーで本屋大賞を受賞。
- 春風亭昇々（落語家）
- 春風亭吉好（落語家）
- 木村佳那子（元タレント、元千葉テレビ放送アナウンサー）高校時代はハンドボール選手として活躍。
- 飛田厚史（NST新潟総合テレビアナウンサー）
- 横山隆俊（T・ZONE元社長、元セブンシーズ・ホールディングス執行役員）
- 多田洋祐（ビズリーチ元代表取締役社長）
- 明神智和（元サッカー選手（MF）、日韓W杯日本代表） 同校サッカー部出身ではなく、柏レイソルユース出身。
- 酒井直樹（元サッカー選手、元日本代表） 同校サッカー部出身ではなく、柏レイソルユース出身。在学中にイタリア・セリエAのユヴェントスユースチームに短期留学。
- 小池大喜（サッカー選手） 同校サッカー部出身ではなく、大宮アルディージャユース出身。
- 鯨岡仁（ジャーナリスト）
- 樋口浩義（会計学者） 会計学および公会計学（ベーシックインカムなど）を研究。
- 山田メユミ（アイスタイル共同創業者）
- 岩田総司（気象予報士）
- 谷口けい（登山家）